# Université préfectorale des sciences de la santé de Gunma
L'université préfectorale des sciences de la santé de Gunma (群馬県立県民健康科学大学, Gunma kenritsu kenmin kenkou kagaku daigaku) est une université publique située dans la ville de Maebashi, préfecture de Gunma, au Japon. L'établissement prédécesseur est fondé en 1993, et le statut d'université lui est reconnu en 2005.

## Source
- (en) Cet article est partiellement ou en totalité issu de l’article de Wikipédia en anglais intitulé « Gunma Prefectural College of Health Sciences » (voir la liste des auteurs).